# Sudan na Letnich Igrzyskach Olimpijskich 2004
Sudan na Letnich Igrzyskach Olimpijskich 2004 reprezentowało 5 zawodników. Był to dziewiąty start Sudanu na letnich igrzyskach olimpijskich.

## Dyscypliny

### Lekkoatletyka
Kobiety
| Zawodniczka   | Konkurencja | Eliminacje | Eliminacje | Finał   | Finał   |
| Zawodniczka   | Konkurencja | Wynik      | Miejsce    | Wynik   | Miejsce |
| ------------- | ----------- | ---------- | ---------- | ------- | ------- |
| Yamile Aldama | trójskok    | 14.80 m    | 3 Q        | 14.99 m | 5       |

Mężczyźni
Peter Roko Ashak miał wystartować w biegu na 1500m, lecz przed startem wycofał się z rywalizacji.
| Zawodnik              | Konkurencja               | Eliminacje | Eliminacje | Ćwierćfinał                  | Ćwierćfinał                  | Półfinał                     | Półfinał                     | Finał                        | Finał                        |
| Zawodnik              | Konkurencja               | Wynik      | Miejsce    | Wynik                        | Miejsce                      | Wynik                        | Miejsce                      | Wynik                        | Miejsce                      |
| --------------------- | ------------------------- | ---------- | ---------- | ---------------------------- | ---------------------------- | ---------------------------- | ---------------------------- | ---------------------------- | ---------------------------- |
| Nagmeldin Ali Abubakr | bieg na 400m              | 46.32      | 38         | Odpadł z dalszej rywalizacji | Odpadł z dalszej rywalizacji | Odpadł z dalszej rywalizacji | Odpadł z dalszej rywalizacji | Odpadł z dalszej rywalizacji | Odpadł z dalszej rywalizacji |
| Ismail Ahmed Ismail   | bieg na 800m              | 1:45.17 PB | 3 Q        |                              |                              | 1:45.45                      | 6 Q                          | 1:52.49                      | 8                            |
| Todd Matthews Jouda   | bieg na 110m przez płotki | 13.47 NR   | 19 Q       | 13.77                        | 27                           | Odpadł z dalszej rywalizacji | Odpadł z dalszej rywalizacji | Odpadł z dalszej rywalizacji | Odpadł z dalszej rywalizacji |